# Eustachy Rudziński
Eustachy Rudziński (ur. 20 września 1885 w Makowie Mazowieckim, zm. 15 sierpnia 1953 w Warszawie) – działacz PSL „Wyzwolenie”, poseł na Sejm Ustawodawczy (1919–1922) oraz poseł I kadencji Sejmu, dyrektor Zjednoczenia Związków Spółdzielni Rolniczych RP.
W latach 1903–1905 uczęszczał na kursy w Wyższej Szkole Przemysłowej w Krakowie. Po ich ukończeniu zapisał się na Uniwersytet Jagielloński, gdzie studiował matematykę i fizykę. Studia kontynuował w Bernie, ale przerwał  z powodu trudnych warunków materialnych i wrócił do kraju podejmując prace nauczyciela matematyki i fizyki w szkołach średnich w Warszawie w 1912 w Płocki, a w 1913 w Sosnowcu. Włączył się w działalność Związku Strzeleckiego w 1914 przebywał na kursie  podoficerskim w Krakowie. Po wybuchu I wojny ze względu na stan zdrowia nie miał przydziału do walczących formacji legionowych i pracował w intendenturze w Krakowie. Po powrocie z Pragi, gdzie wyjechał w 1915 zaangażował się w działalność  PSL. W 1917 został mianowany przez Tymczasową Radę Stanu inspektorem szkolnym w Radomsku. Z ramienia PSL  został wybrany do Sejmu Ustawodawczego  z okręgu nr 30 w Częstochowie. W sejmie działał w Komisji Oświatowej i Ochrony Pracy, był sekretarzem Komisji Spraw Zagranicznych. W wyborach w listopadzie 1922 znalazł się ponownie jako poseł Sejmu I kadencji. W 1927 pracował najpierw jako inspektor szkolny w Warszawie, a następnie w spółdzielczości. W 1934 został zatrudniony w Zarządzie Miejskim miasta Warszawy jako wicedyrektor administracyjny Gospodarstwa Rolnego i Leśnego "Agril". W czasie okupacji niemieckiej pozostał na swoim stanowisku. Po powstaniu warszawskim wywieziony do Niemiec, gdzie przebywał do czerwca 1946. Po powrocie do Warszawy zatrudniony w Centrali Rolniczej Spółdzielni "Samopomoc Chłopska". Spoczywa na Cmentarzu Powązkowskim w Warszawie.